# Атлетика на Летњим олимпијским играма 1900 — 200 метара препоне за мушкарце
Такмичење у атлетској дисциплини трчања на 200 метара препоне уврштена је први пут у програм Олимпијских игара 1900. у Паризу, где се задржала још и на Играма 1904. у Сент Луису и више се није појављивала на међународним атлетским такмичењима у организацији ИААФа.
Такмичење је одржано 16. јула уз учешће од 11 такмичара из пет земаља. Прво су одржане квалификације, а истог дана и финале.

## Земље учеснице
- Француска (2)
- Немачко царство (1}
- Индија (1)
- Мађарска (1)
- САД (6)

## Рекорди пре почетка такмичења
| Најбољи резултат на свету | ?                              | ?                              | ?                              | ?                              | ?                              |
| Олимпијски рекорд         | први пут на олимпијским играма | први пут на олимпијским играма | први пут на олимпијским играма | први пут на олимпијским играма | први пут на олимпијским играма |

## Освајачи медаља
|                     |                       |                  |
| Алвин Крензлајн САД | Норман Причард Индија | Џон Туксбери САД |

## Нови рекорди после завршетка такмичења
| Најбољи резултат на свету | 25,4 | Алвин Кранзлајн | САД | Париз, Француска | 16. јул 1900. |
| Олимпијски рекорд         | 25,4 | Алвин Кранзлајн | САД | Париз, Француска | 16. јул 1900. |

## Резултати

### Полуфинале
У полуфиналу 11 такмичара били су подељени у две групе. Двојица првопласираних из обе групе пласирали су се у финале.

#### Група 1
| Место | Атлетичар                  | Резултат  |
| ----- | -------------------------- | --------- |
| 1     | Алвин Крензлајн САД        | 27,0 (ОР) |
| 2     | Ежен Choisel Француска     | непознато |
| 3     | Фредерик Молони САД        | непознато |
| 4     | Вилијам Ремингтон САД      | непознато |
| 5     | Густав Рау Немачко царство | непознато |

Крензлајн је победио лако без напора.

#### Група 2
| Место | Атлетичар             | Резултат  |
| ----- | --------------------- | --------- |
| 1     | Норман Причард Индија | 26,8      |
| 2     | Џон Туксбери САД      | непознато |
| 3     | Тадеус Меклејн САД    | непознато |
| 4     | Анри Тозен Француска  | непознато |
| 5     | Вилијам Луис САД      | непознато |
| 6     | Золтан Шпедл Мађарска | непознато |

### Финале
| Место | Атлетичар              | Резултат  |
| ----- | ---------------------- | --------- |
| 1     | Алвин Крензлајн САД    | 25,4 (ОР) |
| 2     | Норман Причард Индија  | 26,6      |
| 3     | Џон Туксбери САД       | непознато |
| 4     | Ежен Choisel Француска | непознато |

Крензлајн је опет победио без проблема, без обзира што је због погершног стара кажњен да трчи један метар дуже. (Код погрешног старта такмичар је у поновљеном старту стартовао један метар иза стартне линије.) Ова победа му је била четврта индивидуална победа у Паризу, па је тако постао први спортиста који је освојио четири златне медаље на једним Олимпијским играма.

## Биланс медаља
|   | Држава     | Злато | Сребро | Бронза | Укупно |
| - | ---------- | ----- | ------ | ------ | ------ |
| 1 | САД        | 1     | 0      | 1      | 2      |
| 1 | Индија     | 0     | 1      | 0      | 1      |
|   | Укупно (2) | 1     | 1      | 1      | 3      |